# 山口半七
山口 半七（やまぐち はんしち、1853年2月14日（嘉永6年1月7日）- 1932年（昭和7年）6月9日）は、明治期の実業家、政治家。初名は克己。

## 経歴
豊前国下毛郡中津（現大分県中津市）で、中津藩士・山口広江、デンの長男として生まれた。中津藩儒に学び、1869年（明治2年）慶應義塾に入る。
1873年（明治6年）朝吹英二らと慶應義塾出版局を設立した。1874年（明治7年）出版局の支店を山口県豊浦郡赤間関（現下関市）に設け、その他呉服店を経営した。1877年（明治10年）西南戦争が勃発し赤間関も戦火に巻き込まれることを恐れで帰郷した。同年、田舎新聞、鶴屋商会の経営に参画。1882年（明治15年）豊州立憲改進党の創立発起人となり、大分県会議員、同常置委員、県会議長を務めた。1894年（明治27年）3月、第3回衆議院議員総選挙（大分県第6区）で当選し衆議院議員に1期在任した。政党は改進派に所属し、進歩党、憲政本党、憲政党、立憲民政党の各大分県支部で重きをなした。
1895年（明治28年）豊中製糸、1896年（明治29年）中津紡績会社（のち鐘淵紡績中津工場）、1910年（明治43年）豊州瓦斯 ㈱ 、1912年（明治45年）耶馬渓鉄道 ㈱ 、1918年（大正7年）大分セメント ㈱ の創立に参画した。1910年から1925年（大正14年）まで大分県農工銀行頭取を務め、1922年（大正11年）末に休業した大分銀行の整理委員長となり同行の再建に尽力した。1929年（昭和4年）に引退し別府で余生を過ごした。

## 国政選挙歴
- 第2回衆議院議員総選挙（大分県第6区、1892年2月）次点落選[5]
- 第3回衆議院議員総選挙（大分県第6区、1894年3月、立憲革新党）当選[5]
- 第4回衆議院議員総選挙（大分県第6区、1894年9月、立憲革新党）落選[6]